# Distretto di Dereli
Il distretto di Dereli (in turco Dereli ilçesi) è uno dei distretti della provincia di Giresun, in Turchia. Il capoluogo è il comune di Dereli.